# Jens-Peter Bonde
Jens-Peter Bonde (n. 27 martie 1948, Aabenraa, Aabenraa-Sønderborg County⁠(d), Danemarca – d. 4 aprilie 2021, Halsnæs Kommune, Regiunea Hovedstaden, Danemarca) a fost un om politic danez, membru al Parlamentului European în perioada 1999-2004 din partea Danemarcei.